# 史萊許
史萊許（英語：Slash，1965年7月23日—），原名索爾·哈德森（英語：Saul Hudson），為美國搖滾樂團槍與玫瑰的主音吉他手。1996年離開槍與玫瑰後重組了樂團史萊許的瘋人院，2002年解散後擔任樂團絲絨左輪手鎗的主音吉他手。2009年開始其個人音樂生涯，長而捲曲並蓋著眼睛的捲髮為其特色。

## 在槍與玫瑰樂團

### 在槍與玫瑰
史萊許是槍與玫瑰乐队中唯一出身于音乐家庭的人，其父亲是格芬唱片的一位英国封面设计师，他的母亲则是一位非裔美国人，为音乐人的服装设计师。槍與玫瑰時期，是史萊許擔任吉他手音樂生涯的高峰。1987年7月，樂團發布了首張專輯《Appetite for Destruction》，全球總銷量超過2,800萬張，單曲《Sweet Child o' Mine》於1988年夏季打上美國排行榜冠軍位置。同年11月，樂團發布了第二張專輯《G N' R Lies》，它在美國的銷量就超過五百萬張。

### 退出樂團
1996年10月史萊許宣布，他不再是槍與玫瑰樂團的一員。在他2007年的自傳中透露，他決定離開樂隊的原因，不是人們普遍認為與埃克索爾·羅斯在藝術上的差別，而是以下的三個原因：羅斯並不尊重他們的觀眾和工作人員，在巡迴演唱期間經常遲到；羅斯要求樂隊名稱的擁有權，迫使隊友透過合約僱用；最後一點是成員史蒂芬·亞德勒和伊兹·斯塔德林的離隊。事實上，兩人在樂隊拆夥之後的成績都不如一起合作時的槍與玫瑰。

### 回歸
2015年底，告示牌雜誌報導指史萊許將會頂替該年離團的DJ Ashba，並在隔年的Coachella演出。
2016年1月4日樂團正式宣布史萊許和達夫回歸，並於四月份的Coachella音樂節展開睽違二十多年的合體演出。在那之後，史萊許跟著樂團展開此生無望世界巡迴。

## 個人音樂生涯

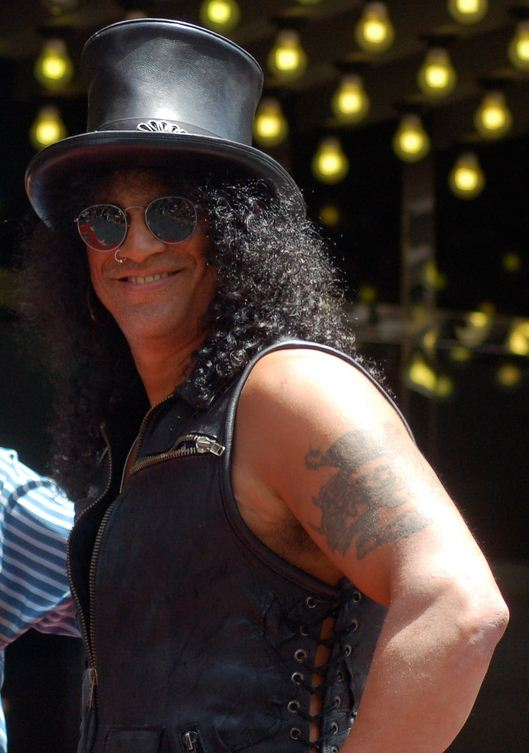
史萊許在2012年於荷里活星光大道

在槍與玫瑰樂團後期，史萊許組建樂團史萊許的瘋人院。隨後，他參與了超級組合絲絨左輪手鎗，這重新確立了他作為主流表演藝人的地位，從2000年代中期直到後期作個人發展。2010年4月，史萊許發表首張個人專輯《Slash》，後來打上美國排行榜第三位。為了宣傳專輯，史萊許開始作世界巡迴演唱。2012年5月22日發布第二張專輯《Apocalyptic Love》，2013年初得到《Loudwire》雜誌「年度最佳吉他手獎」，翌年夏季與史密斯飛船作巡迴演出。他的第三張個人錄音室專輯《World on Fire》於2014年9月10日推出。
2011年，史萊許在滾石雜誌一百大吉他手名單上位列為65位。2012年，作為前槍與玫瑰的成員史萊許被引進搖滾名人堂，同年七月於荷里活星光大道得到星形獎章。

## 個人作品

### 錄音室專輯
- 2010 - Slash
- 2012 - Apocalyptic Love
- 2013 - Nothing Left to Fear (原聲帶)
- 2014 - World on Fire
- 2018 - Living the Dream

### 單曲
- 2009 - Sahara (feat. 稻葉浩志)
- 2010 - By the Sword (feat. Andrew Stockdale)
- 2010 - Back from Cali (feat. Myles Kennedy)
- 2010 - Beautiful Dangerous (feat. 菲姬)
- 2011 - Kick it up a Notch
- 2012 - You're a Lie
- 2014 - World on Fire
- 2014 - Bent to Fly
- 2018 - Driving Rain

### 現場專輯
- 2010 - Live in Manchester (feat. Myles Kennedy；限量1,200張)
- 2011 - Made in Stoke 24/7/11
- 2015 - Live at the Roxy 25.9.14

## 外部連結
- 索爾·哈德森官方網站（页面存档备份，存于）